# Coussarea brevicaulis
Coussarea brevicaulis är en måreväxtart som beskrevs av Kurt Krause. Coussarea brevicaulis ingår i släktet Coussarea och familjen måreväxter. Inga underarter finns listade i Catalogue of Life.